# Ommata jorgei
Ommata jorgei là một loài bọ cánh cứng trong họ Cerambycidae.